# 미스트 BC
미스트 BC(영어: Mist BC)는 미국 여자 3on3리그인 언라이벌드 소속 농구 팀이다.